# Marek Pijarowski
Marek Michał Pijarowski (ur. 25 kwietnia 1951 we Wrocławiu) – polski dyrygent, pedagog, multiinstrumentalista.

## Wykształcenie
Jego uzdolnienia muzyczne ujawniły się w liceum muzycznym, gdzie opanował grę na kilku instrumentach (fortepian – jako główny, skrzypce, obój, organy). Jest absolwentem Państwowej Szkoły Muzycznej I i II st. im Karola Szymanowskiego we Wrocławiu w klasie fortepianu. Studiował we wrocławskiej Akademii Muzycznej, którą ukończył w klasie dyrygentury Tadeusza Strugały. Otrzymał dyplom z wyróżnieniem. Naukę kontynuował na Międzynarodowych Kursach Muzycznych w Weimarze u Arvida Jansonsa.
W 1974, jako najmłodszy uczestnik, zdobył I miejsce na konkursie dyrygenckim im. Grzegorza Fitelberga w Katowicach, a w 1977 był finalistą Konkursu im. H. von Karajana w Berlinie. W owym roku otrzymał stypendium rządu austriackiego i przez dziewięć miesięcy doskonalił umiejętności pod okiem prof. Carla Osterreichera. Podczas pobytu na stypendium w Wiedniu zetknął się bezpośrednio ze sztuką dyrygencką Herberta von Karajana, Leonarda Bernsteina, Georga Soltiego, Claudia Abbado.
W 1997 otrzymał tytuł profesora sztuk muzycznych.

### Życie prywatne
Jest synem muzykologa – Wiktora Spodenkiewicza i aktorki – Barbary Pijarowskiej-Spodenkiewicz. Jego bratem jest Adam Spodenkiewicz (ur. 1945) – astronom i wiolonczelista.

## Osiągnięcia i działalność
Marek Pijarowski debiutował we Wrocławiu w 1973, gdzie rok później został asystentem dyrygenta Filharmonii Wrocławskiej. W 1975 roku został drugim dyrygentem filharmonii. Pięć lat później objął stanowisko dyrektora naczelnego i artystycznego Filharmonii Wrocławskiej oraz Polskiego Festiwalu Muzyki Współczesnej Musica Polonica Nova. Obie te funkcje pełnił aż do 2001 roku. W latach 2002–2005 był dyrektorem artystycznym Filharmonii Łódzkiej. Od roku 2007 pełni funkcję szefa-dyrygenta Orkiestry Filharmonii Poznańskiej.
Marek Pijarowski jest profesorem zwyczajnym. Od wielu lat prowadzi klasę dyrygentury w Akademii Muzycznej im. Karola Lipińskiego we Wrocławiu, gdzie jest kierownikiem Katedry Dyrygentury. W 2006 roku objął również klasę dyrygentury na Uniwersytecie Muzycznym Fryderyka Chopina. Ponadto w latach 1995-1996 pełnił funkcję prorektora wrocławskiej uczelni muzycznej.
Zasiada w jury konkursów dyrygenckich np: Międzynarodowego Konkursu Dyrygentów im. G. Fitelberga w Katowicach oraz - jako przewodniczący - w Międzynarodowego Przeglądu Młodych Dyrygentów im. W. Lutosławskiego w Białymstoku.
Jako dyrygent regularnie występuje w kraju oraz poza jego granicami. Osiągnął m.in. status „stałego gościnnego dyrygenta Filharmonii Pomorskiej” w Bydgoszczy. Dużo koncertował w Polsce i na świecie. Filharmonią Narodową dyrygował w Niemczech, Narodową Orkiestrą Symfoniczną Polskiego Radia – w Hiszpanii i Francji, „Sinfonią Varsovia – w Hiszpanii, Filharmonią Krakowską we Francji.
Pracował z wieloma orkiestrami europejskimi, a także zespołami spoza starego kontynentu m.in. w: Turcji, Egipcie, Izraelu, Meksyku, Korei Południowej, Chinach, Kanadzie, USA i na Kubie.

## Medale i wyróżnienia
- Krzyż Oficerski Orderu Odrodzenia Polski (2022)[2]
- Krzyż Kawalerski Orderu Odrodzenia Polski (2004)[3][4]
- Złoty Medal „Zasłużony Kulturze Gloria Artis” (2014)[5]
- Srebrny Medal „Zasłużony Kulturze Gloria Artis” (2007)
- Medal im. Jerzego Sulimy Kamińskiego (2016)[6]
- Doktor honoris causa Akademii Muzycznej im. Karola Lipińskiego we Wrocławiu (2021)[7]